# Accrington Stanley Football Club
El Accrington Stanley Footbal Club, más conocido simplemente como Accrington Stanley, es un equipo de fútbol que milita en la Football League Two, cuarta división de Inglaterra. El equipo está ubicado en la ciudad de Accrington.
El nombre del club es invocado a menudo como símbolo de causas valientes pero sin esperanza.

## Historia
La ciudad de Accrington ya tenía un equipo de fútbol, que se fundó en 1888 pero en el año 1966, el club se disolvió. Dos años después, en 1968 el club fue refundado como Accrington Stanley bajo la dirección de Jimmy Hinksman. Y en agosto de 1970 el club jugaría por primera vez en el Crown Ground en un partido que terminaría ganando.
En 2015 atravesaban una situación delicada. La amenaza de que el club desapareciese por una segunda vez era real. Entonces apareció Holt, un tipo local dispuesto a sacar adelante la entidad. Desde que llegara hace ya cuatro años, el Accrington ha eliminado toda su deuda y ha ascendido a League One (tercera división), la misma categoría en la que competía el Bury y el Bolton. Igual que estos dos equipos, el Accrington representa a una pequeña población del noroeste del país.

### Football League

#### Temporada 1890 - 1891
El Accrington FC estuvo en la Football League (formado por 12 equipos) terminando la temporada en la posición número 10 salvándose del descenso.

#### Temporada 1891 - 1892
El Accrington Stanley seguía en la Football League (este año formado por 14 equipos), terminando la temporada en el puesto número 11

#### Temporada 1892-1893
Para el Accrington Stanley fue la última temporada que estuvo en la Football League (formado por 16 equipos) terminando en la posición número 15. Posición que le haría descender.

### Ligas regionales

#### Lancashire Combination
En el año 1970 el Accrington Stanley jugaría su primer partido en el Lancashire Combination en el Crown Ground donde lo ganaría. En la temporada 1971-72 saldrían segundos.En la temporada 1972-73 iban a salir terceros y la temporada que le seguía iban a conseguir el título del Lancashire Combination. En 1974-75 saldrían 10, luego en la temporada siguiente saldrían subcampeones la siguiente terceros y en la temporada 1977-78 saldrían campeones del Lancashire Combination por segunda vez.

#### Cheshire County League Two
En la primera temporada que jugaron en 1978-79 saldrían quintos y no pudieron ascender,pero en 1979-80 saldrían segundos pero no ascenderían por las condiciones del estadio.En la temporada 1980-81 ganarían el Cheshire County League Two y ascenderían al Cheshire County League One.

#### Cheshire Cheshire County League One
En esta categoría solo jugarían una sola temporada que saldrían 13.ª porque la otra temporada esta liga se fusionaría con el Lancashire Combination y formarían la North West Counties Division One.

#### North West Counties Division One
En la primera temporada que se jugó desde 1982 hasta el 1983 saldrían 10.ª y en la temporada siguiente 7.En la temporada 1984-85 salieron 15.ª su peor posición hasta ese momento en las ligas regionales. En la siguiente temporada saldrían 11.ª. En la temporada 1986-87 saldrían segundos y ascenderían a la Northern Premier League.

#### Northern Premier League
En la temporada 1987-88 de la Northern Premier League salieron octavos. En la siguiente sextos. En la temporada 1989-90 salieron terceros. La temporada 1990-91 salieron cuartos. En la temporada 1991-92 tuvieron una temporada regulada saliendo octavos. En la temporada 1998-99 descenderían en la posición 22ª,pero en la temporada 1999-00 volverían a ascender. Y en la temporada 2002-03 salieron campeones de la Northern Premier League y pasarían a estar de las ligas regionales a las ligas nacionales.

### Football Conference
En sus 2 primeras temporadas salieron 10.ª. Pero la siguiente temporada saldrían campeones y para la temporada 2005-06 lograrían su primer título nacional.

### League Two
En la temporada 2006-07 de la League Two estuvieron al borde del descenso saliendo en la posición número 20. En la temporada siguiente saldrían en la posición número 17. En la siguiente 16.ª. En la temporada 2008-09 obtuvieron el puesto número 15.

#### Play-offs de ascenso hacia la League One
El Accrington había conseguido el 5.º puesto en la liga en la temporada 2010-11 y se clasificó a los play-offs. Lamentablemente el Accrington quedó eliminado en las semifinales con el Stevenage perdiendo el partido de ida 2-0 de visitante y el de vuelta lo perdieron 1-0 de locales.

#### 2011-12
En esta temporada salieron en la posición número 14 con 57 puntos. Con 54 goles a favor y 66 en contra y una diferencia de -12 goles.

#### 2012-13
El Accrington Stanley no tuvo un buen desempeño en la temporada. Salieron 18°, con 54 puntos, 51 goles a favor y 68 en contra acabando con -17 de diferencia.

#### 2017-18
Esta temporada fue excepcional ya que ascendieron a la Football League One por primera vez en su historia, y salieron campeones con más de 90 puntos.

## Campeonatos disputados
| Temporada | División                            | Posición                            | Notas                               |
| Asignados al Lancashire Combination                                                                            | Asignados al Lancashire Combination | Asignados al Lancashire Combination | Asignados al Lancashire Combination |
| --- | ----------------------------------- | ----------------------------------- | ----------------------------------- |
| 1970–71 | Lancashire Combination              | 6°                                  | –                                   |
| 1971–72 | Lancashire Combination              | 2°                                  | Subcampeón                          |
| 1972–73 | Lancashire Combination              | 3°                                  | –                                   |
| 1973–74 | Lancashire Combination              | 1°                                  | Campeón                             |
| 1974–75 | Lancashire Combination              | 10°                                 | –                                   |
| 1975–76 | Lancashire Combination              | 2°                                  | Subcampeón                          |
| 1976–77 | Lancashire Combination              | 3°                                  | –                                   |
| 1977–78 | Lancashire Combination              | 1°                                  | Campeón                             |
| 1978–79 | Cheshire County Division Two        | 5°                                  | –                                   |
| 1979–80 | Cheshire County Division Two        | 2°                                  | Subcampeón                          |
| Accrington no fueron promividos por el estadio                                                                 |                                     |                                     |                                     |
| 1980–81 | Cheshire County Division Two        | 1°                                  | Campeón                             |
| 1981–82 | Cheshire County Division One        | 13°                                 | –                                   |
| Situado en el North West Counties Division One sobre la fusión del Cheshire County y el Lancashire Combination |                                     |                                     |                                     |
| 1982–83 | North West Counties Division One    | 10°                                 | –                                   |
| 1983–84 | North West Counties Division One    | 7°                                  | –                                   |
| 1984–85 | North West Counties Division One    | 15°                                 | –                                   |
| 1985–86 | North West Counties Division One    | 11°                                 | –                                   |
| 1986–87 | North West Counties Division One    | 2°                                  | Subcampeón                          |
| 1987–88 | Northern Premier League             | 8°                                  | –                                   |
| 1988–89 | Northern Premier League             | 6°                                  | –                                   |
| 1989–90 | Northern Premier League             | 3°                                  | –                                   |
| 1990–91 | Northern Premier League             | 4°                                  | –                                   |
| 1991–92 | Northern Premier League             | 8°                                  | –                                   |
| 1992–93 | Northern Premier League             | 6°                                  | –                                   |
| 1993–94 | Northern Premier League             | 16°                                 | –                                   |
| 1994–95 | Northern Premier League             | 15°                                 | –                                   |
| 1995–96 | Northern Premier League             | 7°                                  | –                                   |
| 1996–97 | Northern Premier League             | 11°                                 | –                                   |
| 1997–98 | Northern Premier League             | 20°                                 | –                                   |
| 1998–99 | Northern Premier League             | 22°                                 | Descienden                          |
| 1999–2000 | Northern Premier Division One       | 1°                                  | Campeón                             |
| 2000–01 | Northern Premier League             | 9°                                  | –                                   |
| 2001–02 | Northern Premier League             | 6°                                  | –                                   |
| 2002–03 | Northern Premier League             | 1°                                  | Campeón                             |
| 2003–04 | Conference                          | 10°                                 | –                                   |
| 2004–05 | Conference National                 | 10°                                 | –                                   |
| 2005–06 | Conference National                 | 1°                                  | Campeón                             |
| 2006–07 | League Two                          | 20°                                 | –                                   |
| 2007–08 | League Two                          | 17°                                 | –                                   |
| 2008–09 | League Two                          | 16°                                 | –                                   |
| 2009–10 | League Two                          | 15°                                 | –                                   |
| 2010–11 | League Two                          | 5°                                  | Football League Two Play-Offs       |
| 2011–12 | League Two                          | 14°                                 | –                                   |
| 2012–13 | League Two                          | 18°                                 | –                                   |
| 2013–14 | League Two                          | 15°                                 | –                                   |
| 2014–15 | League Two                          | 17°                                 | –                                   |
| 2015–16 | League Two                          | 4°                                  | Football League Two Play-Offs       |
| 2016–17 | League Two                          | 13°                                 | –                                   |
| 2017-18 | League Two                          | 1°                                  | Campeón                             |
| 2018-19 | League One                          | 14°                                 | –                                   |
| 2019-20 | League One                          | 17°                                 | –                                   |

## Palmarés
- Football League Two: 1

2017-18
- Conference National: 1

2005-06
- Northern Premier League: 1

2002-03
- Northern Premier League Challenge Cup: 1

2001-02
- Northern Premier League Challenge Shield: 1

2002-03
- Northern Premier League Division One: 1

1999-00
- North West Counties League Division One: 0
  - Finalista: 1

1986-87
- Cheshire County League Division Two: 1

1980-81
- - Finalista: 1

1979-80
- Lancashire Combination: 2

1973-74, 1977-78
- - Finalista; 2

1971–72, 1975–76
- Lancashire Combination Cup: 4

1971–72, 1972–73, 1973–74, 1976–77
- Lancashire Combiantion League Cup: 1

1971-72

## Organigrama deportivo

### Cuerpo técnico actual

John Coleman entrenador del Accrington Stanley desde 2014

Fue nombrado jugador - entrenador del Ashton United en 1997. Después de dos años, se unió al Accrington Stanley que entonces jugaba en la Primera División de la Premier League del Norte . Su mandato de 12 años y medio vio al club ganar tres ascensos como campeones para ingresar a la Liga de Fútbol en 2006. También fue el entrenador más antiguo del club. En el momento de su partida a Rochdale, Coleman era el tercer técnico con más años de servicio en Inglaterra, detrás de Sir Alex Ferguson y Arsène Wenger .
El 24 de enero de 2012, John Coleman y su asistente Jimmy Bell fueron nombrados por Rochdale para reemplazar a Steve Eyre , quien había dejado el club el mes anterior.  Rochdale rescindió sus contratos el 21 de enero de 2013 tras una mala racha.  En octubre de 2013, Coleman declaró su interés en reemplazar a Dave Hockaday como gerente de Forest Green Rovers ,  pero regresó a Southport como gerente el 7 de diciembre de 2013, con Jimmy Bell una vez más como su asistente.
Asumió el cargo de gerente de Sligo Rovers en junio de 2014. 
El 18 de septiembre de 2014, Coleman fue confirmado como gerente de Accrington Stanley para su segunda etapa con el club.